# Cristina Hardekopf

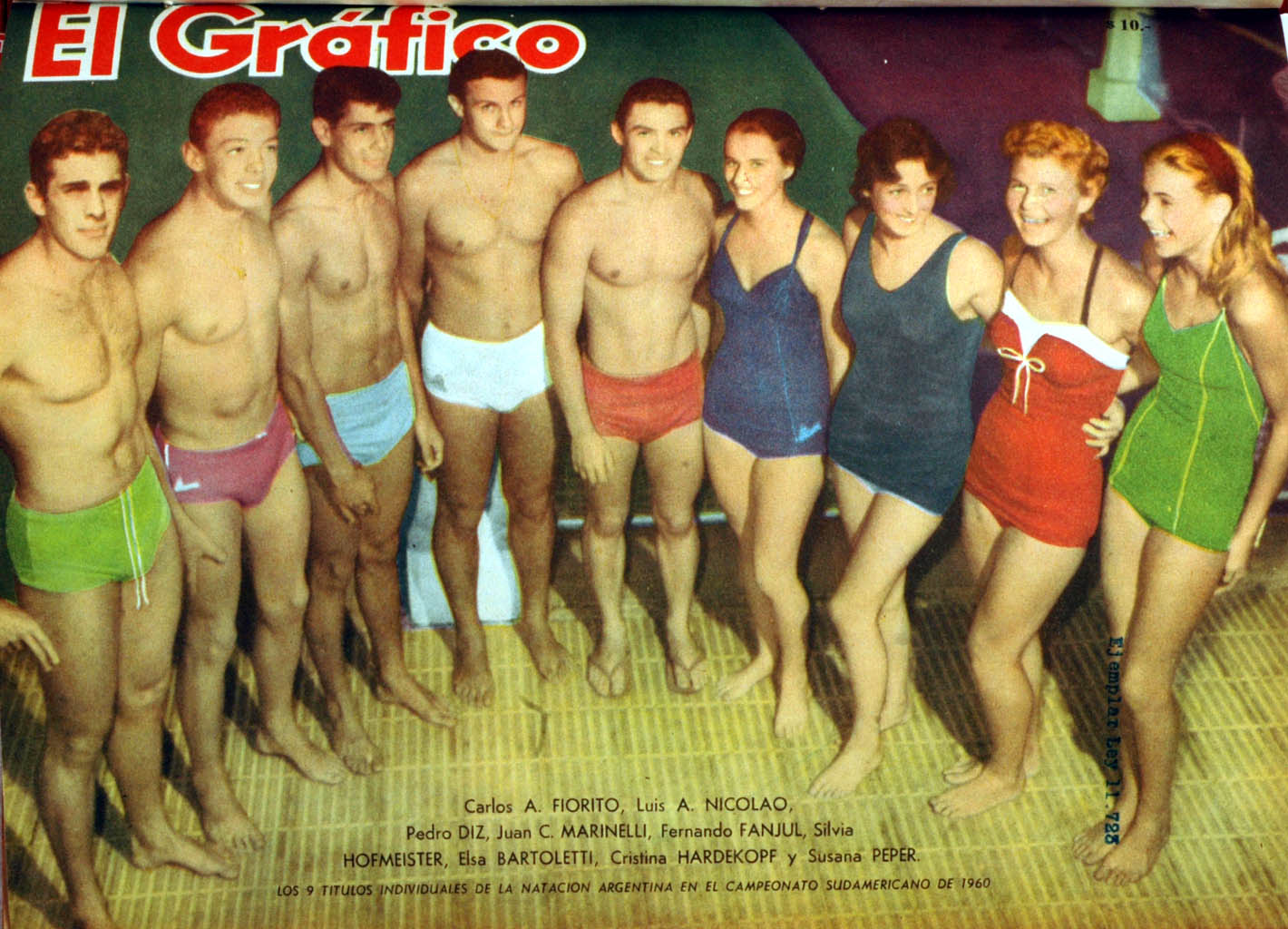
Cristina Hardekopf (segunda desde la derecha) en la tapa de El Gráfico del 13 de abril de 1960, con nadadores argentinos que ganaron el Campeonato Sudamericano de Natación de 1960.

Cristina Hardekopf (también Christina Hardekopf; Buenos Aires, 9 de diciembre de 1940) es una clavadista argentina.
Su madre, Anita Bärwirth, fue una gimnasta olímpica alemana.

## Roma 1960
Fue abanderada de la delegación argentina en el desfile de naciones de la ceremonia de apertura de los Juegos Olímpicos de Roma 1960, y compitió en la disciplina de saltos ornamentales a causa de una indisposición. Iba a competir en el evento de trampolín a 3 metros femenino.